# Idaea lividula
Idaea lividula är en fjärilsart som beskrevs av W. Warren 1903. Idaea lividula ingår i släktet Idaea och familjen mätare. Inga underarter finns listade i Catalogue of Life.